# 르베그 공간
함수해석학에서 르베그 공간(Lebesgue空間, 영어: Lebesgue space) 또는 Lp 공간(영어: Lp-space)은 절댓값의 {\displaystyle p} 제곱이 르베그 적분 가능한 가측 함수들의 동치류들로 구성된 노름 공간이다.

## 정의
측도 공간 {\displaystyle (X,\Sigma ,\mu )} 및 음이 아닌 확장된 실수 {\displaystyle 0\leq p\leq \infty }가 주어졌다고 하고, {\displaystyle \mathbb {K} \in \{\mathbb {R} ,\mathbb {C} \}}가 (보렐 시그마 대수를 갖춘) 실수체 또는 복소수체라고 하자. 그렇다면, 르베그 공간 {\displaystyle \operatorname {L} ^{p}(X;\mathbb {K} )}는 {\displaystyle \mathbb {K} }-위상 벡터 공간이며, 그 정의는 {\displaystyle p}의 값에 따라 다음과 같다.

### Lp(0 <p≤ ∞)
{\displaystyle 0<p\leq \infty } 및 가측 함수 {\displaystyle f\colon X\to \mathbb {K} }에 대하여 다음 기호를 정의하자.
{\displaystyle \|\cdot \|_{p}\colon {\mathcal {M}}(X;\mathbb {K} )\to [0,\infty ]}
{\displaystyle \|f\|_{p}={\begin{cases}{\sqrt[{p}]{\int _{X}|f(x)|^{p}\mathrm {d} \mu }}&p<\infty \\\inf \left\{C\in \mathbb {R} \colon \mu (\{x\in X\colon |f(x)|>C\})=0\right\}&p=\infty \end{cases}}}
그렇다면, {\displaystyle {\mathcal {L}}^{p}}를 다음과 같은 집합으로 정의하자.
{\displaystyle {\mathcal {L}}^{p}(X;\mathbb {K} )=\{f\in {\mathcal {M}}(X;\mathbb {K} )\colon \|f\|_{p}<\infty \}}
여기서 {\displaystyle {\mathcal {M}}(X;Y)}는 두 측도 공간 {\displaystyle X,Y} 사이의 가측 함수의 집합이며, {\displaystyle \mathbb {K} }의 경우 보렐 시그마 대수를 갖춘 것으로 여긴다.
{\displaystyle {\mathcal {L}}^{p}(X;\mathbb {K} )}는 {\displaystyle \mathbb {K} }에 대한 벡터 공간을 이루며, 부분 공간
{\displaystyle (\|\cdot \|_{p})^{-1}(0)=\{f\in {\mathcal {M}}(X;\mathbb {K} )|\|f\|_{p}=0\}\subseteq {\mathcal {L}}^{p}(X;\mathbb {K} )}
으로 몫공간을 취한 것을 르베그 공간 {\displaystyle \operatorname {L} ^{p}(X;\mathbb {K} )}라고 한다.:43, §II.2:31, §1.43; 35, §1.47
{\displaystyle \operatorname {L} ^{p}(X;\mathbb {K} )={\frac {{\mathcal {L}}^{p}(X;\mathbb {K} )}{(\|\cdot \|_{p})^{-1}(0)}}}
이 위에는 "열린 공"들
{\displaystyle \left\{\operatorname {ball} (f,r)\colon r\in \mathbb {R} ^{+},\;f\in \operatorname {L} ^{p}(X;\mathbb {K} )\right\}}
{\displaystyle \operatorname {ball} (f,r)=\left\{g\in \operatorname {L} ^{p}(X;\mathbb {K} )\colon \|f-g\|_{p}<r\right\}}
을 기저로 하는 위상을 줄 수 있다. (물론, {\displaystyle p<1}이라면 이는 거리 공간이 아니므로 엄밀히 말해 열린 공이라고 일컬어질 수 없다.)
만약 {\displaystyle p\geq 1}이라면, {\displaystyle \|\cdot \|_{p}}는 {\displaystyle \operatorname {L} ^{p}(X;\mathbb {K} )} 위의 완비 노름을 이루며, {\displaystyle \operatorname {L} ^{p}(X;\mathbb {K} )}는 {\displaystyle \mathbb {K} }-바나흐 공간을 이룬다. 그러나 만약 {\displaystyle p<1}이라면 이는 (기호와 달리) 일반적으로 노름이 되지 못한다.

### L0
{\displaystyle p=0}인 경우, {\displaystyle \operatorname {L} ^{0}(X;\mathbb {K} )}은 모든 가측 함수 {\displaystyle X\to \mathbb {K} }의 (동치류의) 공간이다. 즉, {\displaystyle \mathbb {K} }-벡터 공간 {\displaystyle {\mathcal {M}}(X;\mathbb {K} )}에
{\displaystyle {\mathcal {N}}=\left\{f\in {\mathcal {M}}(X;\mathbb {K} )\colon \mu (\{x\in X\colon f(x)\neq 0\})=0\right\}}
를 정의하였을 때
{\displaystyle \operatorname {L} ^{0}(X;\mathbb {K} )={\frac {{\mathcal {M}}(X;\mathbb {K} )}{\mathcal {N}}}}
이다.
이 경우, 측도 수렴 위상을 부여하여 균등 공간이자 (균등 위상을 부여한) 위상 벡터 공간으로 만들 수 있다. 즉, 이 경우 유사 거리 함수의 족
{\displaystyle \{d_{S}\}_{S\in \Sigma ,\;\mu (S)<\infty }}
{\displaystyle d_{S}(f,g)=\int _{S}\min\{|f-g|,1\}\mathrm {d} \mu }
을 통해 균등 공간 구조를 부여한다.

### ℓp
만약 {\displaystyle X}가 (셈측도를 갖춘) 자연수의 이산 공간 {\displaystyle \mathbb {N} }일 경우,
{\displaystyle {\mathcal {L}}^{p}(\mathbb {N} ;\mathbb {K} )=\mathrm {L} ^{p}(\mathbb {N} ;\mathbb {K} )=\ell ^{p}(\mathbb {K} )}
로 쓴다. (셈측도는 공집합이 아닌 영집합을 갖지 않으므로, 이 경우 {\displaystyle {\mathcal {L}}^{p}}와 {\displaystyle \mathrm {L} ^{p}}를 구분하지 않아도 된다.) 이 경우, 함수 {\displaystyle f\in {\mathcal {M}}(\mathbb {N} ;\mathbb {K} )}는 {\displaystyle \mathbb {K} }값을 갖는 수열이 되고, 노름 {\displaystyle \|\cdot \|_{p}}은 다음과 같다.
{\displaystyle \|f\|_{p}={\begin{cases}{\sqrt[{p}]{\sum _{i=0}^{\infty }|f_{i}|^{p}}}&0<p<\infty \\\sup _{i\in \mathbb {N} }|f_{i}|&p=\infty \end{cases}}}

## 성질

### 민코프스키 부등식
만약 {\displaystyle 1\leq p\leq \infty }일 경우, {\displaystyle \|\cdot \|_{p}}는 민코프스키 부등식에 따라 노름을 이룬다.
{\displaystyle \|f+g\|_{p}\leq \|f\|_{p}+\|g\|_{p}\qquad (f,g\in \operatorname {L} ^{p}(X;\mathbb {K} ))}
만약 {\displaystyle 0<p<1}일 경우, {\displaystyle \|\cdot \|_{p}}는 다음과 같은, 더 약한 부등식을 만족시킨다.:816
{\displaystyle \|f+g\|_{p}\leq 2^{(1-p)/p}(\|f\|_{p}+\|g\|_{p})\qquad (f,g\in \operatorname {L} ^{p}(X;\mathbb {K} ))}

### 바나흐·힐베르트 공간일 조건
임의의 측도 공간 {\displaystyle (X,\Sigma ,\mu )} 및 {\displaystyle p\in [0,\infty ]} 및 {\displaystyle \mathbb {K} \in \{\mathbb {R} ,\mathbb {C} \}}에 대하여, 다음이 성립한다.
- (리스-피셔 정리 영어: Riesz–Fischer theorem) 만약 {\displaystyle 1\leq p\leq \infty }라면 {\displaystyle \operatorname {L} ^{p}(X;\mathbb {K} )}는 {\displaystyle \mathbb {K} }-바나흐 공간이다.
- 만약 {\displaystyle 1<p<\infty }라면 {\displaystyle \operatorname {L} ^{p}(X;\mathbb {K} )}는 {\displaystyle \mathbb {K} }-반사 바나흐 공간이다. (그러나 {\displaystyle p=1} 또는 {\displaystyle p=\infty }인 경우 이는 일반적으로 성립하지 않는다.)
- 만약 {\displaystyle p=2}일 경우 {\displaystyle \operatorname {L} ^{p}(X;\mathbb {K} )}는 {\displaystyle \mathbb {K} }-힐베르트 공간이다. (그러나 {\displaystyle X}의 크기에 따라 이는 분해 가능 공간이 아닐 수 있다.)
- 만약 {\displaystyle \mathbb {K} =\mathbb {C} }이며 {\displaystyle p=\infty }일 경우 {\displaystyle \operatorname {L} ^{\infty }(X;\mathbb {C} )}는 가환 C* 대수이다. 만약 {\displaystyle X}가 추가로 시그마 유한 측도를 갖추었다면, 이는 가환 폰 노이만 대수를 이룬다.

### 연속 쌍대 공간
임의의 측도 공간 {\displaystyle (X,\Sigma ,\mu )} 및 {\displaystyle \mathbb {K} \in \{\mathbb {R} ,\mathbb {C} \}} 및 {\displaystyle 1<p<\infty }에 대하여, {\displaystyle \operatorname {L} ^{p}(X;\mathbb {K} )}의 연속 쌍대 공간은 다음과 같다.
{\displaystyle (\operatorname {L} ^{p}(X;\mathbb {K} ))'=\operatorname {L} ^{q}(X;\mathbb {K} )\qquad (1/p+1/q=1)}
구체적으로, 이 동형 사상은
{\displaystyle \operatorname {L} ^{p}(X;\mathbb {K} )\times \operatorname {L} ^{q}(X;\mathbb {K} )\to \mathbb {K} }
{\displaystyle ([f],[g])\mapsto \int _{X}f(x)g(x)\mathrm {d} \mu (x)}
이다. 특히, {\displaystyle p=2}일 경우 {\displaystyle \operatorname {L} ^{2}}는 스스로의 연속 쌍대 공간이 되며, 따라서 이 경우 힐베르트 공간을 이룬다.
그러나 {\displaystyle \operatorname {L} ^{\infty }}의 연속 쌍대 공간은 (선택 공리를 가정하면) 일반적으로 {\displaystyle \operatorname {L} ^{1}}보다 훨씬 크다. 반면, 만약 {\displaystyle X}가 시그마 유한 측도를 갖추었다면, {\displaystyle (\operatorname {L} ^{1})'=\operatorname {L} ^{\infty }}이다.

### 포함 관계
임의의 두 확장된 실수
{\displaystyle 0<p<q\leq \infty }
가 주어졌다고 하자. 또한, 측도 공간 {\displaystyle (X,\Sigma ,\mu )} 위에 다음과 같은 두 조건을 생각하자.
㈎ {\displaystyle \sup\{\mu (S)\colon S\in \Sigma ,\;\mu (S)\neq \infty \}<\infty }
㈏ {\displaystyle \inf\{\mu (S)\colon S\in \Sigma ,\;\mu (S)\neq 0\}>0}
그렇다면, 다음과 같은 동치가 성립한다.
㈎ {\displaystyle \iff \operatorname {L} ^{p}(X;\mathbb {K} )\subseteq \operatorname {L} ^{q}(X;\mathbb {K} )}
㈏ {\displaystyle \iff \operatorname {L} ^{p}(X;\mathbb {K} )\supseteq \operatorname {L} ^{q}(X;\mathbb {K} )}
㈎와 ㈏가 동시에 성립 {\displaystyle \iff \operatorname {L} ^{p}(X;\mathbb {K} )=\operatorname {L} ^{q}(X;\mathbb {K} )}
대표적인 측도 공간에서 위 두 조건이 성립하는지 여부는 다음과 같다.
| 측도 공간                                                                             | ㈎ | ㈏ |
| ------------------------------------------------------------------------------------- | -- | -- |
| 유클리드 공간 {\displaystyle \mathbb {R} ^{n}} 위의 르베그 측도 ({\displaystyle n>0}) | ❌ | ❌ |
| 유한 집합 위의 셈측도                                                                 | ⭕ | ⭕ |
| 무한 집합 위의 셈측도                                                                 | ❌ | ⭕ |
| 유클리드 공간 속의, 양의 유한 측도의 르베그 가측 집합                                 | ⭕ | ❌ |

## 예

### 유한 집합
{\displaystyle X}가 유한 집합이며, 그 위에 셈측도를 부여하자. 그렇다면, 이 경우 임의의 {\displaystyle 0\leq p\leq \infty }에 대하여
{\displaystyle \operatorname {L} ^{p}(X;\mathbb {K} )=\mathbb {K} ^{X}}
이다. 즉, 이 경우 르베그 공간은 {\displaystyle \mathbb {K} } 위의 유한 차원 벡터 공간이며, 그 차원은 {\displaystyle X}의 크기이다.
{\displaystyle p}의 값에 따라, {\displaystyle \mathbb {K} ^{X}} 위에 정의되는 노름은 서로 다르며, 다음과 같다.
{\displaystyle \|f\|_{p}={\sqrt[{p}]{\sum _{x\in X}|f(x)|^{p}}}\qquad (0<p<\infty )}
{\displaystyle \|f\|_{\infty }=\max _{x\in X}|f(x)|}
만약 {\displaystyle p=2}일 경우 이는 힐베르트 공간을 이루며, {\displaystyle |X|\geq 2}이자 {\displaystyle 1\leq p\neq 2}일 경우 이는 힐베르트 공간이 아닌 바나흐 공간이다.

### 수열 공간
{\displaystyle X=\mathbb {N} }일 경우, {\displaystyle p}의 범위에 따라서, 수열 르베그 공간 {\displaystyle \ell ^{p}(\mathbb {K} )} 공간의 성질은 다음과 같다.
| {\displaystyle p}의 범위        | {\displaystyle \ell ^{p}(\mathbb {K} )}의 성질                                                   |
| ------------------------------- | ------------------------------------------------------------------------------------------------ |
| {\displaystyle 0\leq p<1}       | {\displaystyle \mathbb {K} }-위상 벡터 공간 ({\displaystyle \mathbb {K} }-국소 볼록 공간이 아님) |
| {\displaystyle 1\leq p<2}       | {\displaystyle \mathbb {K} }-바나흐 공간                                                         |
| {\displaystyle p=2}             | 분해 가능 {\displaystyle \mathbb {K} }-힐베르트 공간                                             |
| {\displaystyle 2<p\leq \infty } | {\displaystyle \mathbb {K} }-바나흐 공간                                                         |

### 디랙 측도
집합 {\displaystyle X} 속의 원소 {\displaystyle x_{0}\in X}가 주어졌으며,
{\displaystyle \mu (S)={\begin{cases}1&S\ni x_{0}\\0&S\not \ni x_{0}\end{cases}}}
라고 하자. 그렇다면, {\displaystyle 0\leq p\leq \infty }에 대하여, {\displaystyle \operatorname {L} ^{p}(X;\mathbb {K} )}는 다음과 같다.
{\displaystyle \operatorname {L} ^{p}(X;\mathbb {K} )=\mathbb {K} }
{\displaystyle \|f\|_{p}=|f(x_{0})|\qquad (0<p\leq \infty )}

## 역사
"르베그 공간"이라는 용어는 앙리 르베그의 이름을 딴 것이다. 그러나 르베그는 르베그 적분의 도입을 제외하고는 르베그 공간의 개념과 크게 관계가 없다.
{\displaystyle \ell ^{2}} 공간은 이미 19세기 푸리에 변환의 이론에서 등장하였다 (파르세발 정리).:V.83, Note historique 이후 다비트 힐베르트가 이 수열 공간에 대하여 연구하였으며, 이는 "힐베르트 공간"으로 불리게 되었다.:V.84, Note historique
힐베르트의 이론을 {\displaystyle p\neq 2}로 일반화하여, 리스 프리제시가 르베그 공간을 1910년에 도입하였다.:§3, 457–459:V.86, Note historique 이 논문에서 리스는 오늘날 사용되는 기호 {\displaystyle \operatorname {L} ^{p}}를 도입하였고, 또한 르베그 공간의 쌍대성 {\displaystyle {\operatorname {L} ^{p}}'=\operatorname {L} ^{q}} ({\displaystyle 1/p+1/q=1})을 증명하였다.

## 같이 보기
- 소볼레프 공간